# Mercurius (cráter)
Mercurius es un cráter de impacto que se encuentra en la parte noreste de la Luna, al noreste del cráter más pequeño Carrington, y al oeste-noroeste de Zeno. Justo al sur se halla el pequeño mar lunar llamado Lacus Spei, y al oeste aparece el Lacus Temporis, más grande.
|  |

El borde de Mercurio es circular, con un borde algo irregular. Presenta pequeñas protuberancias hacia fuera en varias secciones del borde, con las protuberancias más notables en los sectores este y sur. La pared interior presenta desprendimientos alrededor de gran parte del perímetro, produciendo un borde afilado. Los lados también muestran algunos signos de desgaste, con algunos pequeños cráteres que cubren la pared interior.
El suelo interior ha resurgido por efecto de los flujos de lava y es casi plano, con un ligero montículo central. El resto del suelo está marcado solo por unos diminutos cráteres y algunas crestas bajas en la esquina noreste.

## Cráteres satélite

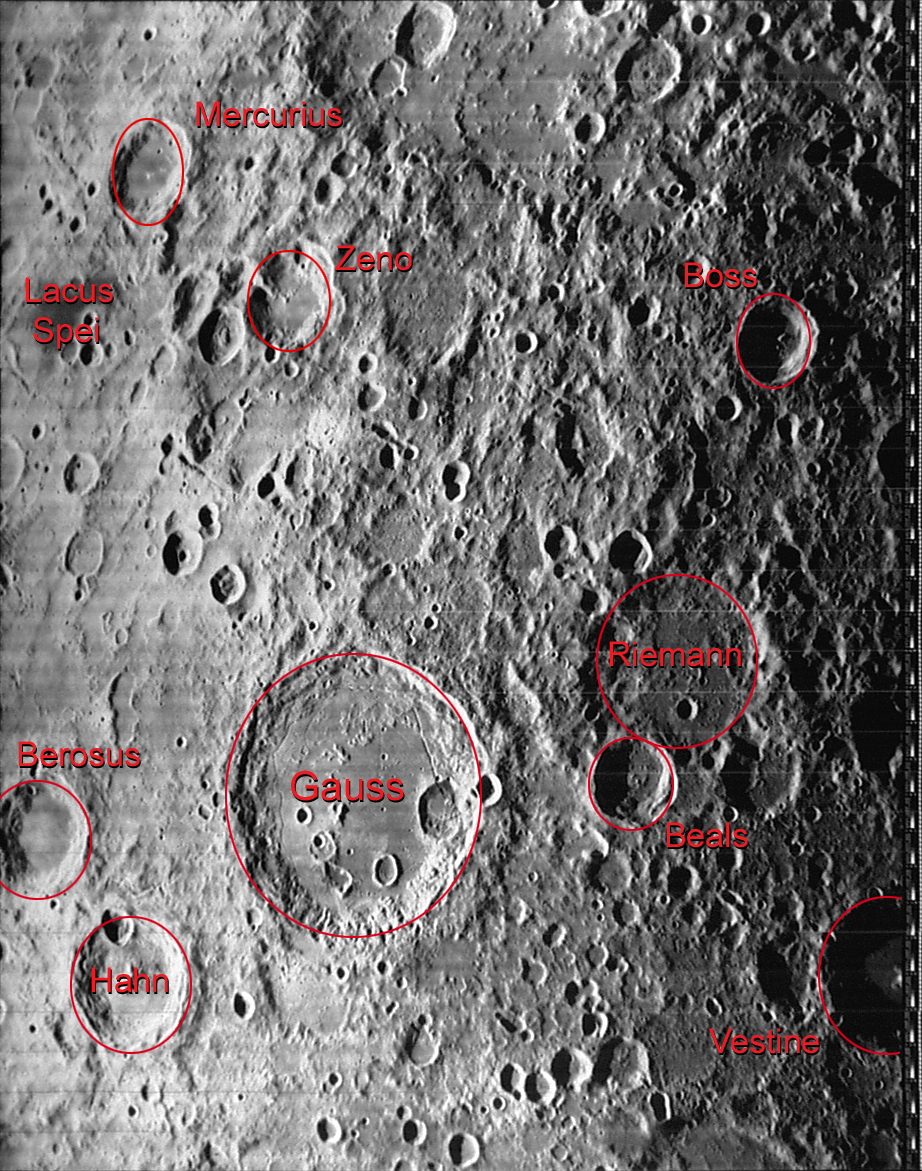
Localización de Mercurius

Por convención estos elementos son identificados en los mapas lunares poniendo la letra en el lado del punto medio del cráter que está más cercano a Mercurius.
|           | \| Mercurius \| Coordenadas \| Diámetro \| \| --------- \| ---------------------------- \| -------- \| \| A \| 48°00′N 73°36′E / 48.0, 73.6 \| 20 km \| \| B \| 47°24′N 70°00′E / 47.4, 70.0 \| 13 km \| \| C \| 47°30′N 59°24′E / 47.5, 59.4 \| 26 km \| \| D \| 46°06′N 68°36′E / 46.1, 68.6 \| 50 km \| \| E \| 49°42′N 73°18′E / 49.7, 73.3 \| 29 km \| \| F \| 45°12′N 62°54′E / 45.2, 62.9 \| 17 km \| \| G \| 45°06′N 64°18′E / 45.1, 64.3 \| 13 km \| \| H \| 49°12′N 63°36′E / 49.2, 63.6 \| 10 km \| \| J \| 47°12′N 59°00′E / 47.2, 59.0 \| 9 km \| \| K \| 47°24′N 73°12′E / 47.4, 73.2 \| 21 km \| \| L \| 45°54′N 64°18′E / 45.9, 64.3 \| 12 km \| \| M \| 50°54′N 73°54′E / 50.9, 73.9 \| 40 km \| |          |
| Mercurius | Coordenadas | Diámetro |
| A         | 48°00′N 73°36′E / 48.0, 73.6 | 20 km    |
| B         | 47°24′N 70°00′E / 47.4, 70.0 | 13 km    |
| C         | 47°30′N 59°24′E / 47.5, 59.4 | 26 km    |
| D         | 46°06′N 68°36′E / 46.1, 68.6 | 50 km    |
| E         | 49°42′N 73°18′E / 49.7, 73.3 | 29 km    |
| F         | 45°12′N 62°54′E / 45.2, 62.9 | 17 km    |
| G         | 45°06′N 64°18′E / 45.1, 64.3 | 13 km    |
| H         | 49°12′N 63°36′E / 49.2, 63.6 | 10 km    |
| J         | 47°12′N 59°00′E / 47.2, 59.0 | 9 km     |
| K         | 47°24′N 73°12′E / 47.4, 73.2 | 21 km    |
| L         | 45°54′N 64°18′E / 45.9, 64.3 | 12 km    |
| M         | 50°54′N 73°54′E / 50.9, 73.9 | 40 km    |